# Le Tigre des mers
Cet article possède un paronyme, voir Tigres de mer.
Ne doit pas être confondu avec Surcouf, le tigre des sept mers.
Pour plus de détails, voir Fiche technique et Distribution.
Le Tigre des mers (La tigre dei sette mari) est un film italien réalisé par Luigi Capuano, sorti en 1962. 

## Synopsis
Tigre, un vieux pirate , n’a pas d'héritier mâle, son successeur doit être désigné lors d'un combat. Au cours de celui-ci, William son lieutenant gagne contre Robert, son rival, mais se laisse vaincre par Consuelo. C'est donc elle qui va prendre le commandement de la Santa Maria…

## Fiche technique
- Titre original : La tigre dei sette mari
- Titre français : Le Tigre des mers
- Titre Dvd : Le Tigre des Caraibes
- Réalisation : Luigi Capuano
- Assistant réalisateur :Gianfranco Baldanello
- Version française[1] : Léon et Max Kikoine, Adaptation française : Louis Sauvat, Directeur artistique : Daniel Gilbert, Son : Jacques Bonpunt
- Scénario : Arpad De Riso, Luigi Capuano et Ottavio Poggi
- Décors : Ernest Kromberg
- Costumes : Giancarlo Bartolini Salimbeni
- Images : Alvaro Mancori
- Maitre d’armes: Bruno Ukmar
- Montage : Renato Cinquini
- Musique : Carlo Rustichelli
- Production : Ottavio Poggi
- Société de production : Euro International Rome et Liber film Rome
- Distribution en France :	Comptoir français du film
- Pays d'origine :  Italie
- Genre : Film de pirates
- Durée : 86 minutes
- Dates de sortie : 
  -  Italie : 23 décembre 1962
  -  France : 10 juillet 1963

## Distribution
- Gianna Maria Canale (VF : Jacqueline Porel) : Consuelo
- Anthony Steel (VF : Jacques Berthier) : William Scott
- Grazia Maria Spina (VF : Jany Clair) : Anna De Cordoba
- Andrea Aureli (VF : Jacques Deschamps) : Robert
- Ernesto Calindri (VF : René Bériard) : Gouverneur Inigo De Cordoba
- Carlo Ninchi (VF : Jean-Henri Chambois) : Tigre
- John Kitzmiller :	Serpent
- Carlo Pisacane : Un vieux  pirate
- Nazzareno Zamperla : Rick
- Pasquale De Filippo :	Gatto
- Giulio Battiferri : Le Portoricain
- Romano Giomini
- Renato Izzo (VF : Jacques Thébault) : Cap Don Alvaro Ganzales
- Piero Pastore (VF : Lucien Bryonne) : Un pirate